# Dreame Technology
Dreame Technology (кит.: 追觅科技; скорочено Dreame), повна назва Dreame Technology Co., Ltd., також відома як Dreametech, — китайський виробник побутової техніки заснований Ю Хао у 2017 році. Основна продукція компанії: бездротові пилососи, миючі пилососи, фени, роботи-газонокосарки, миючі роботи-пилососи та швабри. Компанія спеціалізується на виробництві пилососів. Крім того, вона володіє та керує додатком під назвою Dreamehome.
Продукція Dreame також доступна за межами Китаю, на закордонних ринках, таких як Малайзія, Австралія, Україна та США. Після заснування компанію підтримали Xiaomi, Yunfeng Capital і Shunwei Capital. У жовтні 2021 року бренд залучив 563 мільйони доларів у рамках раунду фінансування серії C.

## Історія
Компанія виникла у форматі студентської організації під назвою «Skyworks». У 2017 році був офіційно створений бренд Dreame. У грудні 2018 року фірма випустила свій перший продукт.
У 2020 році команда Dreame розробила цифровий двигун зі швидкістю 150 000 об/хв. У серпні компанія отримала інвестиції від IDG Capital. А вже у грудні розпочала роботу її «розумна» фабрика в Сучжоу.
У жовтні 2021 року компанія Dreame уклала партнерство з дортмундською «Боруссією». Вже у січні 2022 року компанія представила свій перший робот-пилосос. У вересні 2023 року він був представлений на виставці IFA .